# ایستگاه متروی رجایی‌شهر
ایستگاه متروی رجایی شهر (سه راه گوهردشت) یکی از ایستگاه‌های خط ۲ متروی کرج می‌باشد در آینده قرار است با خط ۵ مترو کرج  تقاطع داشته باشد این ایستگاه در خیابان بهشتی، نرسیده به سه راه رجایی شهر در مرکز شهر کرج واقع شده‌است. این ایستگاه در ۹ شهریور سال ۱۴۰۲ افتتاح شد.

## نقشه خطوط متروی کرج
نقشه ی خطوط مترو کرج
ساعات حرکت قطارها در خط ۲ متروی کرج